# Lewin Kłodzki (gmina)
Pour la localité, voir Lewin Kłodzki.

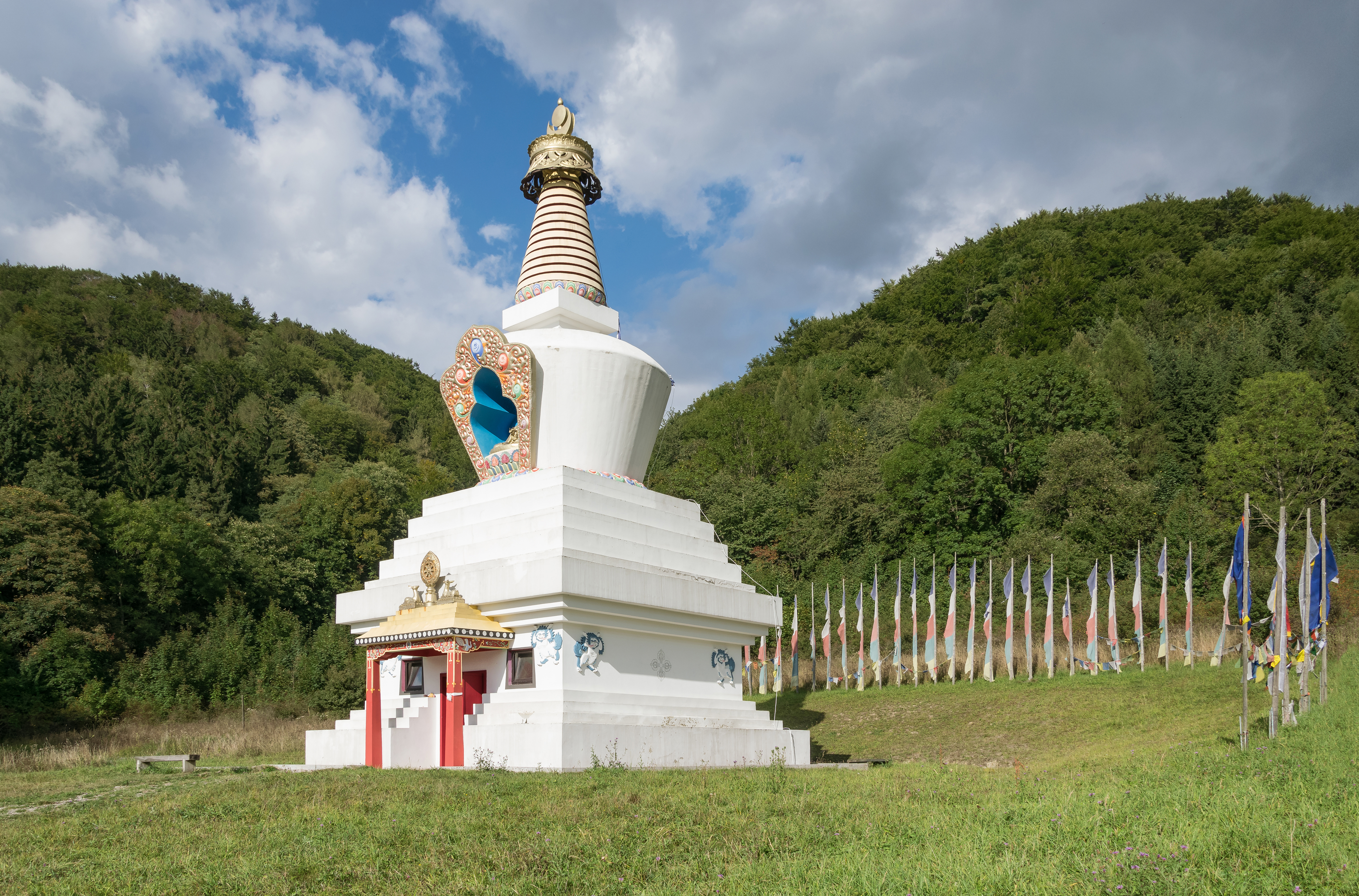
Stūpa dans le village de Darnków à Lewin Kłodzki (gmina). Septembre 2018.

Lewin Kłodzki est une gmina rurale du powiat de Kłodzko, Basse-Silésie, dans le sud-ouest de la Pologne. Son siège est le village de Lewin Kłodzki, qui se situe environ 27 km à l'ouest de Kłodzko, et 96 km au sud-ouest de la capitale régionale Wrocław.
La gmina couvre une superficie de 52,19 km2 pour une population de 1 847 habitants.

## Géographie
La gmina contient les villages de Dańczów, Darnków, Gołaczów, Jarków, Jawornica, Jeleniów, Jerzykowice Małe, Jerzykowice Wielkie, Kocioł, Krzyżanów, Kulin Kłodzki, Leśna, Lewin Kłodzki, Ludowe, Taszów, Witów, Zielone et Zimne Wody.